# Gambia Ports Authority
Gambia Ports Authority Football Club w skrócie Gambia Ports Authority – gambijski klub piłkarski mający siedzibę w stolicy kraju, Bandżulu, grający w drugiej, a niegdyś w pierwszej lidze gambijskiej.

## Sukcesy
- I liga[1]:
  - mistrzostwo (6): 1984, 1986, 1999, 2006, 2010, 2016.

- Puchar Gambii[2]:
  - zwycięstwo (3): 1975, 1980, 2007.

- Superpuchar Gambii[2]:
  - zwycięstwo (2): 2006, 2007.

## Występy w afrykańskich pucharach
| Sezon | Rozgrywki                 | Runda    | Kraj                          | Klub                 | Dom | Wyjazd | Dwumecz      |
| ----- | ------------------------- | -------- | ----------------------------- | -------------------- | --- | ------ | ------------ |
| 1976  | Puchar Zdobywców Pucharów | wstępna  |                               | Rail Club du Kadiogo | 1–4 | 1–2    | 2–6          |
| 1983  | Puchar Mistrzów           | wstępna  | Senegal                       | ASC Diaraf           | 0–2 | 0–4    | 0–6          |
| 1985  | Puchar Mistrzów           | wstępna  | Burkina Faso                  | US des Forces Armées | –   | –      | –            |
| 1985  | Puchar Mistrzów           | 1        | Maroko                        | FAR Rabat            | –   | 0–8    | 0–8          |
| 2007  | Liga Mistrzów             | wstępna  | Ghana                         | Asante Kotoko SC     | 1–0 | 0–1    | 1–1 (k. 4–2) |
| 2007  | Liga Mistrzów             | 1        | Nigeria                       | Nasarawa United      | 2–1 | 0–3    | 2–4          |
| 2008  | Puchar Konfederacji       | wstępna  | Wybrzeże Kości Słoniowej      | ES Bingerville       | 0–1 | 0–3    | 0–4          |
| 2011  | Liga Mistrzów             | wstępna  | Senegal                       | ASC Diaraf           | 0–2 | 1–1    | 1–3          |
| 2017  | Liga Mistrzów             | wstępna  | Wybrzeże Kości Słoniowej      | Séwé Sport San-Pédro | 1–0 | 0–0    | 1–0          |
| 2017  | Liga Mistrzów             | 1        | Demokratyczna Republika Konga | AS Vita Club         | 1–1 | 0–2    | 1–3          |
| 2017  | Puchar Konfederacji       | play-off | Sudan                         | El Hilal SC El Obeid | 1–1 | 0–3    | 1–4          |

## Stadion
Domowe mecze klub rozgrywa na stadionie o nazwie Serrekunda East Mini Stadium w Serrekundzie, który może pomieścić 5000 widzów.